# توموهیرو تسودا
توموهیرو تسودا (انگلیسی: Tomohiro Tsuda؛ زادهٔ ۶ مهٔ ۱۹۸۶) بازیکن فوتبال اهل ژاپن است.
از باشگاه‌هایی که در آن بازی کرده‌است می‌توان به باشگاه فوتبال ناگویا گرامپوس اشاره کرد.